# 目黒依子
目黒 依子（めぐろ よりこ、1938年 - ）は日本の社会学者。専門は家族社会学、ジェンダーの社会学、開発とジェンダー。上智大学名誉教授、ケース・ウェスタン・リザーブ大学博士。元日本家族社会学会会長。

## 人物・経歴
高知県高知市出身。高知県立高知小津高等学校、ブライアクリフ・カレッジ、ウェスタン女子大学を経て、1967年東京大学大学院社会学研究科修士課程修了、1974年ケース・ウェスタン・リザーブ大学大学院社会学専攻博士課程修了、Ph.D.。
1971年4月上智大学文学部社会学科専任講師、同助教授、同教授、上智大学総合人間学部社会学科教授。2009年4月上智大学名誉教授。男女共同参画推進連携会議議員委員、原子力委員会国際関係部会委員、国連婦人の地位委員会日本代表、一般財団法人外務精励会理事なども務める。
日本における、ジェンダーの社会学研究の先駆け的存在である。
2013年4月1日、「財団法人市川房枝記念会女性と政治センター」が公益法人認定を受け、「公益財団法人市川房枝記念会女性と政治センター」として新スタート。目黒は同団体の最初の代表理事を務めた。
2020年11月、瑞宝中綬章受章。
著書に『主婦ブルース』（筑摩書房、1980年）、『女役割』（垣内出版、1980年）、『個人化する家族』（勁草書房、1987年）、『結婚・離婚・女の居場所』（有斐閣、1990年）、『ジェンダーの社会学』（放送大学教育振興会、1994年）など。

## 経歴
- 元 放送大学客員教授
- 国連婦人の地位委員会日本代表
- 東京大学大学院社会学研究科で修士号、ケース・ウェスタン・リザーブ大学院で博士号を取得
- 日本ユネスコ国内委員会委員